# Olympische Sommerspiele 1904/Wasserspringen
Bei den III. Olympischen Spielen 1904 in St. Louis fanden zum ersten Mal überhaupt zwei Wettbewerbe im Wasserspringen statt. Austragungsort war am 5. und 7. September der Life Saving Exhibition Lake auf dem Ausstellungsgelände der Louisiana Purchase Exposition.
Dabei handelte es sich um einen künstlichen See, in dem üblicherweise die United States Coast Guard, die amerikanische Küstenwache, Übungen im Rettungsschwimmen vorführte. Der See wurde von einem Bach durchflossen und war von Düngerrückständen und dem Viehmist der benachbarten Landwirtschaftsausstellung stark verunreinigt, weshalb zahlreiche Wassersportler während und nach den Wettkämpfen erkrankten.

## Medaillenspiegel
| Platz | Land               | Gold | Silber | Bronze | Gesamt |
| ----- | ------------------ | ---- | ------ | ------ | ------ |
| 1     | Vereinigte Staaten | 2    | 1      | 2      | 5      |
| 2     | Deutsches Reich    | —    | 1      | —      | 1      |

## Ergebnisse

### Kunstspringen
| Platz | Land | Sportler              | Punkte |
| ----- | ---- | --------------------- | ------ |
| 1     | USA  | George Sheldon        | 12,66  |
| 2     | GER  | Georg Hoffmann        | 11,66  |
| 3     | USA  | Frank Kehoe           | 11,33  |
| 4     | GER  | Alfred Braunschweiger | 11,33  |
| 5     | GER  | Otto Hooff            | k. A.  |

Datum: 7. September
Die fünf gemeldeten Teilnehmer des Kunstspringens konnten zunächst nicht antreten, weil es kein Sprungbrett gab. Nach einem erfolglosen Protest bei der Ausstellungsleitung besorgten sich die deutschen Teilnehmer Material und zimmerten ein 2,50 Meter langes Brett, das sie etwa 3,50 Meter über der Wasseroberfläche anbrachten. Aus Sicht der Zuschauer boten die deutschen Teilnehmer die besten Sprünge, doch die Jury setzte überraschend den Amerikaner George Sheldon an die Spitze, weil er beim Eintauchen am wenigsten Wasser verdrängt habe (allerdings war er auch von weitaus schmächtigerer Statur). Die deutsche Mannschaftsleitung legte Protest ein, den die Jury ablehnte. Die Deutschen ihrerseits lehnten einen Entscheidungssprung zwischen den beiden Drittplatzierten ab.

### Kopfweitsprung
| Platz | Land | Sportler       | Weite   |
| ----- | ---- | -------------- | ------- |
| 1     | USA  | William Dickey | 19,05 m |
| 2     | USA  | Edgar Adams    | 17,52 m |
| 3     | USA  | Leo Goodwin    | 17,37 m |
| 4     | USA  | Newman Samuels | 16,76 m |
| 5     | USA  | Charles Pyrah  | 14,02 m |

Datum: 5. September 1904
Fünf Teilnehmer waren zum Kopfweitsprung gemeldet, ausschließlich Amerikaner. Diese mussten nach einem Hechtsprung möglichst lange unter Wasser bleiben, ohne dabei Schwimmzüge zu machen. Jeder hatte drei Versuche. Die Weite wurde dort gemessen, wo die Sportler wieder auftauchten, oder wenn eine Minute verstrichen war.